# Tulasnella inclusa
Tulasnella inclusa är en svampart som först beskrevs av Mads Peter Christiansen, och fick sitt nu gällande namn av Donk 1966. Tulasnella inclusa ingår i släktet Tulasnella och familjen Tulasnellaceae.   Inga underarter finns listade i Catalogue of Life.